# Kloster La Boulaye
Das Kloster La Boulaye (franz. = L’abbaye de la Boulaye) ist eine ehemalige Abtei der Zisterzienser, die 1134 von Mönchen des Klosters Aulnay in der Normandie gegründet wurde. Aulnay war eine Filiation des Klosters Savigny, das seinerseits eine Filiation von Clairvaux war. Das Kloster befand sich auf dem Gebiet der heutigen Gemeinde Condé-sur-Vire im Département Manche, rund 13 km südlich von Saint-Lô. 1308 wurde das Kloster nach Torigni-sur-Vire verlagert und in seinem Rang zu einer Priorei heruntergestuft. Das Kloster wurde während der Französischen Revolution aufgelöst, die Gebäude wurden abgerissen.

## Geschichte
Das Kloster Aulnay aus der Kongregation von Kloster Savigny erwarb 1134 Besitzungen im Ortsteil La Boulaye. Zunächst wurde eine Kapelle errichtet, von der noch Spuren zu sehen sind. Um 1170 kam es zu dem missglückten Versuch (Peugniez: essai malheureux) der Gründung einer Zisterzienserabtei.